# 台湾弓背蚁
台湾弓背蚁（学名：Camponotus Formosensis）台译为台北巨山蚁，是弓背蚁属的一种， 为台湾岛最大的弓背蚁物种， 同时也是台湾岛的特有物种。

## 描述
蚁后体长约 18-21mm；工蟻有不同體型的大小，從10-19mm，體型越小的工蟻佔比越高。 表面附有茂密毛发，反射出金色的光。类似巴瑞弓背蚁。腹部有明显的黑带。胸部前面为長筒狀，到后面渐渐缩小。背部没有棘刺。
婚飞时间低海拔山區在三月至四月左右。蚁后有趋光性，会在灯光地下婚飞，常见在天黑之后至到八点左右，海拔越高的地方，會越晚婚飛，可能會到5月或更晚。
食性为杂事偏素，嗜糖如命，但是因為其幼蟲體型比一般的巨山蟻更大，相對也需要更多的昆蟲補充蛋白質，才能讓幼蟲順利發展成工蟻，對昆蟲的需求量也不少。

## 栖息地
從低海拔山區，一直到海拔破千的高海拔山區都有分佈，是樹棲型的螞蟻，喜歡住在活樹洞裡面，一般不喜歡超過攝氏30度的環境，越往南部因為天氣因素，能生活的最低海拔會越高。